# فهرست نیروگاه های اسرائیل
در زیر لیستی از نیروگاه‌های برق در اسرائیل آمده‌است.

## زغال سنگ
| نام         | محل    | ظرفیت (MW) | راه اندازی شده | مراجع |
| ----------- | ------ | ---------- | -------------- | ----- |
| اوروت رابین | هادره  | ۲۵۹۰       |                |       |
| روتنبرگ     | اشکلون | ۲۲۵۰       |                |       |

نیروگاه اوروت رابین از سال ۲۰۱۶ در حال تبدیل شدن به نیروگاه با سوخت گاز طبیعی است.

## گاز
| نام        | محل                                          | ظرفیت (MW) | راه اندازی شده | مراجع             |
| ---------- | -------------------------------------------- | ---------- | -------------- | ----------------- |
| دوراد      | عسکلون جنوبی                                 | ۸۰۰        | ۲۰۱۳–۲۰۱۴      | [ ۱ ] [ ۲ ] [ ۳ ] |
| گزر        | رملا، اسرائیل                                | ۱۳۳۲       | ۱۹۹۸–۲۰۰۸      | [ ۱ ] [ ۴ ]       |
| هاگیت      | تقاطع En Tut، بزرگراه ۶، پای جنوبی کوه کارمل | ۱۰۳۰       | ۱۹۹۶–۲۰۰۷      | [ ۱ ] [ ۵ ]       |
| میشور روتم | میشور روتم                                   | ۴۴۰        | ۲۰۱۳           | [ ۱ ]             |
| رامت هواف  | نئوت هوو                                     | ۵۲۰        | ۱۹۸۹–۱۹۹۹      | [ ۱ ]             |
| تزافیت     | کفار مناهم                                   | ۵۹۵        | ۱۹۹۱–۲۰۱۲      | [ ۱ ]             |
| دالیا      | کفار مناهم                                   | ۸۶۰        | ۲۰۱۵           | [ ۱ ]             |

## در حال ساخت
| نام | محل       | ظرفیت (MW) | راه اندازی | مراجع             |
| --- | --------- | ---------- | ---------- | ----------------- |
| کسم | روش هااین | ۷۸۰ مگاوات | ۲۰۲۳       | [ ۶ ] [ ۷ ] [ ۸ ] |

## خورشیدی
- نیروگاه اشلیم
- کتورا سان
- نئوت هوو
- تزلیم

## تلمبه ذخیره ای
- نیروگاه تلمبه ای کوخاو هایاردن